# Purranque
Purranque is een gemeente in de Chileense provincie Osorno in de regio Los Lagos. Purranque telde 20.369 inwoners in 2017.